# Peče
Peče – wieś w Słowenii, w gminie Moravče. W 2018 roku liczyła 206 mieszkańców.